# Bežeck
Bežeck (rusky Бежецк) je město v Tverské oblasti v Ruské federaci. Při sčítání lidu v roce 2010 měl bezmála pětadvacet tisíc obyvatel. Je správním střediskem Bežeckého rajónu.

## Poloha a doprava
Bežeck leží u ústí Ostrečiny do Mology v povodí Volhy. Od Tveru, správního střediska oblasti, je vzdálen přibližně 130 kilometrů severovýchodně.
Ve městě je stanice na železnici Jaroslavl–Rybinsk–Bologoje uvedené do provozu v roce 1870.

## Rodáci
- Alexej Vasiljevič Tyranov (1801–1859), malíř
- Vjačeslav Jakovlevič Šiškov (1873–1945), spisovatel
- Viktor Sergejevič Popov (1934–2008), dirigent, sbormistr